# Kevin Willmott
Kevin Willmott (nascut el 31 d'agost de 1959) és un director de cinema i guionista estatunidenc guanyador de l'Oscar. És conegut pel seu treball centrat en temes negres, com ara escriure i dirigir Ninth Street, C.S.A.: The Confederate States of America, i Bunker Hill. El seu The Only Good Indian (2009) va ser un llargmetratge sobre nens nadius americans en un internat indi i l'assimilació forçada que va tenir lloc. A Jayhawkers (2014), va seguir la vida de Wilt Chamberlain, Phog Allen i l’equip de bàsquet masculí de Kansas Jayhawks de 1956. Willmott va col·laborar amb Spike Lee, amb qui va compartir un Oscar al millor guió adaptat per BlacKkKlansman. Els dos van tornar a col·laborar per escriure Da 5 Bloods, llançat a tot el món digitalment el 12 de juny de 2020.
Wilmott és professor de cinema a la University of Kansas.

## Biografia
Willmott va créixer a Junction City (Kansas), i va rebre una llicenciatura en teatre al Marymount College. Va rebre un M.F.A. en Escriptura Dramàtica de la Universitat de Nova York. Ha treballat com a guionista i director de cinema, conegut per treballs relacionats amb la història i qüestions contemporànies dels afroamericans. El 2017, Willmott va impartir classes amb una armilla antibales en protesta per la capacitat dels estudiants i del personal de portar armes dissimulades al campus.
Va guanyar el premi al millor director al American Indian Film Festival per The Only Good Indian. La següent pel·lícula de Willmott, Jayhawkers, va rebre finançament a través de Kickstarter, un lloc web de micromecenatge.
El 2019, Willmott va guanyar un Oscar al Millor guió adaptat per la pel·lícula BlacKkKlansman.

## Vida personal
Willmott és Catòlic, i ha citat el P. Dan Berrigan, SJ com a influència en la seva vida i obra.

## Filmografia

### Cinema
| Any  | Títol                                               | Paper                            |
| ---- | --------------------------------------------------- | -------------------------------- |
| 1999 | Ninth Street                                        | Director, guionista, productor   |
| 2004 | C.S.A.: The Confederate States of America           | Director i guionista             |
| 2008 | Bunker Hill                                         | Director, guionista, i productor |
| 2008 | The Only Good Indian                                | Director i productor             |
| 2013 | Destination: Planet Negro                           | Director i guionista             |
| 2013 | Jayhawkers                                          | Director, guionista, i productor |
| 2015 | Chi-Raq                                             | guionista                        |
| 2018 | BlacKkKlansman                                      | guionista                        |
| 2020 | Da 5 Bloods                                         | guionista                        |
| 2020 | The 24th                                            | Director i coguionista           |
| 2020 | William Allen White: What's the Matter with Kansas? | Director i guionista             |

#### Televisió
| Any  | Títol             | Paper     |
| ---- | ----------------- | --------- |
| 2000 | The '70s          | guionista |
| 2005 | High Tech Lincoln | productor |

### Actor
| Any  | Títol                                     | Paper                    |
| ---- | ----------------------------------------- | ------------------------ |
| 1999 | Ninth Street                              | Huddie                   |
| 2003 | The Fascist of X-Mart                     | Narrator                 |
| 2003 | The Search for Inflata-boy                | Expert                   |
| 2004 | C.S.A.: The Confederate States of America | Extra                    |
| 2009 | Next Caller                               | Déu (veu)                |
| 2010 | AIR: The Musical                          | El detectiu              |
| 2013 | Destination Planet Negro                  | Dr. Warrington Avery     |
| 2013 | Unit 12                                   | Bill Swaan               |
| 2014 | Jayhawkers                                | Dowdall Davis            |
| 2015 | Lena Laine                                | Ryan                     |
| 2016 | From Ashes to Immortality                 | Dr. Frank Ryan           |
| 2017 | The Profit                                | Doctor                   |
| 2019 | The Computer Lab                          | The Futurist (1 episodi) |
| 2021 | Rainbow Boulevard                         | El narrador (veu)        |
| 2021 | The Funny Guy                             | Kevin Weston             |